# Juan Pedro Gutiérrez
Juan Pedro Gutiérrez Lanas (Nueve de Julio, 10 ottobre 1983) è un ex cestista argentino con cittadinanza spagnola.

## Carriera
Con l'Argentina ha disputato due edizioni dei Giochi olimpici (Pechino 2008, Londra 2012), i Campionati mondiali del 2010 e cinque edizioni dei Campionati americani (2005, 2007, 2009, 2011, 2013).